# Philasteridae
Famille
Synonymes
- Frontoniidae pro. parte (en partie),
- Porpostomatidae  pro. parte.

Les Philasteridae sont une famille de Ciliés de la classe des Oligohymenophorea et de l'ordre des Philasterida.

## Étymologie
Le nom de la famille vient du genre type Philasterides, composé du préfixe phil- (du grec φίλος / filos, « aimé », et du suffixe -asterides, peut-être par allusion aux étoiles de mer, littéralement « ami des étoiles de mer », peut-être en raison du parasitisme de ce cilié dans ces invertébrés.

## Description
Les Philasteridae ont une taille petite (< 80 µm) à grande (> 200µm). Ils sont allongés ou en forme de doigt, bien qu'ovoïde chez les genres plus petits, avec une extrémité antérieure carrément effilée. Ils vivent en natation libre. Leur ciliation somatique est holotriche (c. à d. uniforme), dense ; ils possèdent un cil caudal, unique, parfois très discret. Leur région buccale est une cavité ou une dépression située dans leur partie antérieure, généralement peu profonde, s'étendant rarement jusqu'à la partie équatoriale du corps. Leur polykinétide oral 1 est triangulaire ; il est de même taille égal ou plus petit que le polykinétide oral 2. Leur scutica est allongée, et est comme une extension postérieure du paroral dans la partie méridienne. Leur macronoyau est globulaire à ellipsoïde. Micronoyau, vacuole contractile et cytoprocte sont présents. Ils sont bactérivores, mais parfois histophage (se nourrissent des tissus de leur hôte).

## Habitat
Les Philasteridae vivent en eau de mer, principalement sous formes libres, bien que plusieurs espèces soient des parasites facultatifs, étant histophages sur ou dans les invertébrés et les vertébrés.

## Liste des genres
Selon GBIF (2 mars 2024) :
- Helicostoma Cohn, 1866
- Madsenia Kahl, 1934
- Paraphilaster Grolière, de Puytorac & Grain, 1978
- Philaster Fabre-Domergue, 1885
- Philasterides Kahl, 1931 genre type
  - Espèce type : Philasterides armata (Kahl, 1926) Kahl, 1931
  - Autre espèce : Philasterides dicentrarchi (en)
- Porpostoma Moebius, 1888

Selon Lynn (2010)
- Helicostoma Cohn, 1866
- Kahlilembus Grolière & Couteaux, 1984
- Madsenia Kahl, 1934
- Paraphilaster Grolière, de Puytorac, & Gran, 1980
- Philaster Fabre-Domergue, 1885
- Philasterides Kahl, 1931
- Porpostoma Moebius, 1888
  - synonyme Helicostoma

## Systématique
Le nom valide de ce taxon est Philasteridae Kahl, 1931.